# Eriothrix rufomaculatus
Eriothrix rufomaculatus là một loài ruồi trong họ Tachinidae.